# ありったけ交差点
ありったけ交差点は、FMヨコハマにて2022年4月6日から放送されているラジオ番組である。

## 概要
- 島根県出身ピアノトリオバンドOmoinotakeのラジオ初レギュラー番組。
- 2022年4月6日から2024年3月28日まで、毎週水曜25時30分から放送。「車も少なくなり、人の行き交う声もなくなった深夜1時半のとある街角」番組冒頭のBGMは深夜の交差点をイメージしていた。
- 2024年4月6日から毎週土曜日21時30分からの放送。「土曜夜のとある街角」に変更され、番組冒頭のBGMが夜の街の喧騒を感じるBGMになった。
- 番組紹介文「さまざまな出会いがある交差点。Omoinotakeとあなたで新たな音楽やカルチャー・知識との出会いを共有しましょう。ありったけの思いを届けます！」

### 番組名の由来
「ありったけ交差点」という番組名は、Omoinotakeが活動を通じて得た体験や価値観に基づいて命名された。メンバーはインディーズ時代に「渋谷スクランブル交差点」でのストリートライブを軸に活動を行っていたほか、漫画『人間交差点』への関心や、「ありったけの想いを伝えたい」というバンドのコンセプトが影響を与えた。

### コーナー
- 音の丈: リスナーやゲストとともに選曲し、音楽を通じてテーマを探求する
- 世の中の丈: 物事の大きさや長さ（=「丈」）についての視点を広げる
- Omoino take me: メンバーが自身の趣味や興味を紹介する
- 言葉の丈: 辞書を活用して、新しい歌詞や表現を考案する

### ファン名称と最後の挨拶
- 2022年4月14日、Omoinotakeのファン名称として定着しつつある「KUBITTAKE (くびったけ）」は、Omoinotakeがエフエム横浜のラジオ番組「Tresen」(とれせん）にゲスト出演した際、ラジオパーソナリティー植松哲平により、命名された。
- 番組内で使われる最後の挨拶「ニョキニョキ～」も、同日同番組において、植松哲平がによって提案されたものである。